# Eduard del Castillo Velasco
Eduard del Castillo Velasco   (Barcelona, 22 de desembre de 1982) és un escriptor i traductor català contemporani vinculat a les cultures catalana i gallega.

## Carrera
Llicenciat en filologia catalana i gallega per la Universitat de Barcelona, ha treballat com a professor de català i gallec i ha estat col·laborador de diversos mitjans de comunicació en llengua gallega, com els diaris Vieiros, A Peneira o Sermos Galiza. El 2011 va començar a treballar a l'Instituto da Lingua Galega. És autor d'obra poètica en llengua gallega, així com traductor i corrector. Ha traduït al gallec la novel·la d'Emili Teixidor Pa negre i Els sots feréstecs (As valgadas bravas), de Raimon Casellas. Del gallec al català ha traduït alguns relats de Begoña Paz. Des del 2016 impulsa alguns projectes editorials i llibreters relacionats amb la poesia.

## Obra
Poesia (en gallec)
- Ruído de trens, 2015, Espiral Maior. Premio Nacional de Poesía Xose María Pérez Parallé 2014.
- O filósofo coxo, 2017, Espiral Maior. Premio Xosé María Díaz Castro 2017.

Novel·la (en gallec)
- Os días felices de Benvido Seixas, 2019, Xerais. Premio Losada Diéguez de Creación Literaria 2020.

Traducció
Del català al gallec
- Pan negro (títol original: Pa negre), d'Emili Teixidor. Fundación Vicente Risco, 2011.
- As valgadas bravas (títol original: Els sots feréstecs), de Raimon Casellas. Editorial Hugin e Munin, 2012.[4]
- Poemes de Susanna Lliberós, Sebastià Perelló oi Adrià Targa. A Veus paral·leles 12. De Fisterra al cap de Creus / Voces paralelas 12. De Fisterra ao Cap de Creus. Barcelona: Rema 12 i Institució de les Lletres Catalanes, 2014.
- Palabras de Opoton o Vello (títol original: Paraules d'Opòton el Vell), d'Avel·lí Artís-Gener. Xerais, 2020.

Del gallec al català
- Cos de mudances (títol original: Corpo de mudanzas), Begoña Paz. En el Taller de traducció del gallec i del portuguès. Barcelona: Estudis Gallecs i Portuguesos - Universitat de Barcelona, 2011.
- El pes del meu desig (títol original: O peso do meu desexo), de Begoña Paz. En el Taller de traducció del gallec i del portuguès. Barcelona: Estudis Gallecs i Portuguesos - Universitat de Barcelona, 2011.
- El porc dempeus (títol original: O Porco de Pé), Vicente Risco. Fundación Vicente Risco, 2013.
- Tants anys de silenci (títol original: Tantos anos de silencio), Francisco Castro Veloso. Capital Books, 2020.
- Conquerir una espurna. Conquistar unha faísca, escolma poética de Ricardo Carvalho Calero, Ricardo Carvalho Calero. Estudis Gallecs i Portuguesos, Universitat de Barcelona / Chan da Pólvora, 2020.
- Un senyor elegant (títol original: Un señor elegante), Suso de Toro. Més Llibres, 2021.

Obres col·lectives
- A garza insomne, 2016, Galaxia.

## Premis
- Primer premi en el III concurs de poesia Leiras Pulpeiro, convocat per l'ajuntament de Mondoñedo, en col·laboració amb la diputació Provincial de Lugo en 2014.[5]
- XXVII Premi de poesia Pérez Parallé el 2014.
- Premi Xosé María Díaz Castro poesia de l'Ajuntament de Guitiriz en 2017, per O filósofo coxo.[6]